# متازوسین (آدرنرژیک)
متازوسین (انگلیسی: Metazosin) یک آنتاگونیست گیرنده گیرنده α1 آدرنرژیک ضد فشار خون است.